# Movceanivka, Skvîra
Movceanivka (în ucraineană Мовчанівка) este localitatea de reședință a comunei Movceanivka din raionul Skvîra, regiunea Kiev, Ucraina.

## Demografie
Componența lingvistică a localității Movceanivka
     Ucraineană (98,22%)
     Rusă (1,56%)
     Alte limbi (0,22%)
Conform recensământului din 2001, majoritatea populației localității Movceanivka era vorbitoare de ucraineană (98,22%), existând în minoritate și vorbitori de rusă (1,56%).